# Victoriana
Victoriana (łac. Victorianensis) – stolica historycznej diecezji w Cesarstwie rzymskim w prowincji Byzacena, współcześnie w Tunezji. Obecnie katolickie biskupstwo tytularne.

## Biskupi tytularni
| Lp. | Biskup                          | Funkcja                                                 | Od                         | Do                                |
| --- | ------------------------------- | ------------------------------------------------------- | -------------------------- | --------------------------------- |
| 1   | José Gabriel Calderón Contreras | biskup pomocniczy Bogoty (Kolumbia)                     | 18 grudnia 1958            | 26 kwietnia 1962                  |
| 2   | Carlo Colombo                   | biskup pomocniczy Mediolanu (Włochy)                    | 7 marca 1964               | 11 lutego 1991                    |
| 3   | Cesare Nosiglia                 | biskup pomocniczy Rzymu wiceregent Wikariatu Rzymskiego | 6 lipca 1991 19 lipca 1996 | 19 lipca 1996 6 października 2003 |
| 4   | Mauro Piacenza                  | sekretarz Kongregacji ds. Duchowieństwa                 | 13 października 2003       | 20 listopada 2010                 |
| 5   | Giuseppe Sciacca                | sekretarz Gubernatoratu Państwa Watykańskiego           | 3 września 2011            | 10 listopada 2012                 |
| 6   | Ettore Balestrero               | Nuncjusz apostolski w Demokratycznej Republice Konga    | 22 lutego 2013             |                                   |